# Ferrocarril Casetas-Bilbao
La línea Casetas-Bilbao, conocida históricamente como línea Tudela-Bilbao o como línea Castejón-Bilbao, es una línea férrea de ancho ibérico inaugurada en 1863 perteneciente a la red ferroviaria española, que enlaza Bilbao con el valle del Ebro. es una línea inaugurada en 1863 que comunica Zaragoza con Bilbao. El trazado está electrificado y tiene una longitud total de 233,8 kilómetros y actualmente es la Línea 700 de Adif.
El tramo Bilbao-Castejón fue construido por la empresa Compañía del Ferrocarril de Tudela a Bilbao como el primer ferrocarril que unía Bilbao con el valle del Ebro y resto de la red ferroviaria. Esta compañía fue creada en 1857 y en 1878 fue absorbida por la Compañía Norte.
Este ferrocarril tuvo gran importancia en el desarrollo económico de Vizcaya. Hoy día se puede contemplar su locomotora de 1863 Izarra (estrella) en la estación de Abando en Bilbao.

## Historia
En 1845 se hizo manifiesta la necesidad de una conexión ferroviaria que uniera Bilbao con Madrid.
La Compañía de los Caminos de Hierro del Norte de España decidió que su línea, que unía Madrid con la frontera francesa en Irún no pasara por Bilbao.
Un nuevo proyecto comienza a fraguarse en 1853. La iniciativa parte en este caso de las autoridades locales. El ferrocarril propuesto se divide en dos ramas con un tronco común de Bilbao a Amorebieta. La primera alcanzaría Vitoria, donde se enlazaría con la línea Madrid-Irún y la segunda seguiría la costa por Durango, Elgoibar y Azpeitia hasta alcanzar San Sebastián. La Junta General de Propietarios de Bilbao toma la iniciativa de organizar una reunión para este objeto el 13 de marzo de 1856. Esta reunión está presidida por el alcalde Santiago de Ingunza. De esta reunión nace la Comisión de los Ferrocarriles de Vizcaya, constituida por el Ayuntamiento, el Consejo General y la Cámara de Comercio. La idea general es la unión a la Línea del Norte, que los diversos ayuntamientos están dispuestos a subvencionar. El procedimiento más lógico parece proponer la construcción al director de la Compañía de los Caminos de Hierro del Norte de España, Èmile Pèreire, pero en el caso de ser rechazada la propuesta existía el plan alternativo de proponer el proyecto a su empresa competidora la MZA.
En mayo de 1856 el Consejo General de Logroño, que busca un transporte hacía el mar Cantábrico para los productos de La Rioja y Navarra, toma contacto con la comisión. Se pide la colaboración de Vizcaya para la construcción de un ferrocarril de Logroño a Bilbao, pasando por Haro. Por otra parte, ya se ha concedió la construcción de un ferrocarril de Zaragoza a Alsasua, que atraviesa la Baja Navarra. Esta línea podría constituir un excelente punto de conexión para la apertura del ferrocarril hacia Vizcaya. La ciudad de Tudela, al borde del Ebro, parece particularmente indicada para la conexión. Se empieza a fraguar la idea de un ferrocarril Tudela-Bilbao.   
Esta idea no escapa al gobierno central, que busca completar la línea del Norte. Para ello se promulga, la ley del 9 de julio de 1856, que tiene un artículo adicional que prevé la concesión de una línea de Tudela a Bilbao por La Rioja. El resto del trazado está aún sin definir.
La comisión aprovecha la ocasión y se presura en reclamar la concesión, optando por un trazado que atraviesa Miranda de Ebro. Queda pendiente la cuestión de la financiación. Se adelanta la cifra de 100 millones de reales, para poder dar comienzo a los trabajos.
En 1857 se crea el Banco de Bilbao y en marzo de ese año se constituye la Compañía del Ferrocarril de Tudela a Bilbao y nombra presidente a Pablo de Epalza. 
Simultáneamente se organizó una suscripción popular para la financiación que tuvo gran éxito.
La concesión finalmente se adjudica a un grupo de capital local el 15 de julio de 1857. La primera asamblea de la compañía se celebra en Bilbao el 24 de septiembre de 1857.
Poco después se contrata al ingeniero Charles Vignoles, que había desarrollado el carril base que lleva su nombre y trabajado en muchas líneas de ferrocarril, y se concreta la ubicación de la estación en el barrio de Abando en Bilbao, actualmente se denomina Estación de Abando Indalecio Prieto, aunque de siempre se la conoce como "Estación de Abando". Participa con Vignoles el ingeniero español Cipriano Segundo Montesino y Estrada.
En 1862 Charles Vignoles presenta el proyecto de la estación de Miranda y en 1863 se inaugura la línea férrea y tres años después, en 1865, se declara en suspensión de pagos por no poder superar las dificultades económicas derivadas de la inversión realizada en la construcción de la línea. Ante esa suspensión de pagos interviene el Banco de Bilbao.
El 1873 por motivo de la segunda guerra carlista se cierra hasta el año 1875. La guerra perjudica seriamente a las instalaciones y material rodante. Tres años después la absorbe la Compañía de los Caminos de Hierro del Norte de España, junto a la fusión de la Compañía de los ferrocarriles de Zaragoza a Pamplona y la de Zaragoza a Barcelona.
Ya bajo el mando de la nueva compañía se realiza la ampliación de la estación de Miranda de Ebro y el 1931 el desdoblamiento de la vía entre Orduña y Bilbao. En 1941 queda integrada en RENFE junto al resto de líneas de vía ancha existentes en España. La electrificación se realiza en 1956 en el tramo entre Miranda de Ebro y Bilbao a 1.500 V de corriente continua, se subiría a 3.000 V en 1984,  y en 1976 entre Miranda y Castejón a 3.000 V de CC. En 1987 se construye el By-Pass de Miranda de Ebro.
El servicio de cercanías se comenzó a realizar a principios del siglo XX pero solo en el tramo entre Bilbao y Orduña (Línea C-3 (Cercanías Bilbao)).
El 1 de enero de 2005, con la división de RENFE en Renfe Operadora y Adif, la línea pasó a depender de esta última. Tras la última reordenación ferroviaria de la red, el tramo Castejón-Casetas de la línea Alsasua-Casetas pasó a ser parte de esta línea, dando lugar a la línea Casetas-Bilbao que Adif numera como la línea 700.

## El Material Motor de laCompañía del Ferrocarril de Tudela a Bilbao
El ingeniero Jefe de material y tracción de la compañía fue el británico Thomas hunt, que comenzó su carrera en los talleres Crewe De la compañía London and North Western Railway, bajó la dirección del ingeniero jefe Allan. Parece natural que las máquinas encargadas por Thomas Hunt fueran británicas, y de hecho fue así.
Las primeras máquinas, suministradas por la firma William Fairbairn de Mánchester, presentaban la particularidad de disponer de un bogie delantero que facilitaba su inscripción en curva. Por diversas razones estas máquinas no resultaron satisfactorias.
Para las siguientes, Hunt se dirigió a otra firma de Mánchester, Beyer Peacock, que suministró dos tipos de máquinas:
- Las 220, con ténder integrado, para el servicio de mercancías.
- Las 120, con ténder separado.

Las dos series equipaban las mimas calderas, ruedas distribuciones y cilindros. Parece que estas fueron las primeras máquinas con bogie delantero construidas por Beyer Peacock, y que inspiraron a las primeras locomotoras del Metro de Londres.
Estas máquinas fueron mucho más satisfactorias que la serie anterior, ya que al equiparse con 2 o 4 ejes, su adherencia las hacía mucho más apropiadas para subir las fuertes pendientes del puerto de Orduña.
Las locomotoras de vapor de la compañía :
| Tipo  | N° T.B. | N° Norte | Constructor       | N° Máquina | Año  | Peso (t) | Notas |
| 220 T | 1 a 6   | 1 a 6    | William Fairbairn | ?          | 1861 | 28,0     | a     |
| 120   | 7 a 26  | 7 a 26   | Beyer Peacock     | 273 a 292  | 1862 | 20,2     | b     |
| 220 T | 27 a 34 | 27 a 34  | Beyer Peacock     | 293 a 300  | 1863 | 26,4     | c     |
| 120   | 35 a 55 | 35 a 55  | Beyer Peacock     | 301 a 321  | 1863 | 20,2     | d     |
| ?     | 56      |          | Brassey           | ?          | ?    | ?        | e     |

Notas (Nombres de las locomotoras) =
- a) 1 "Vizcaya", 2 "Rioja", 3 "Burgos", 4 "Álava", 5 "Bilbao", 6 "Logroño"
- b) 7 "Tudela", 8 "Navarra", 9 "Cuba", 10 "Nervión", 11 "Ebro", 12 "Bayas", 13 "Tirón", 14 "Najerilla", 15 "Iregua", 16 "Leza", 17 "Cidacos", 18 "Alhama"
- c) 35 "Alfaro", 36 "Guipuzcoa", 37 "Habana", 38 "Zaragoza", 39 "Barcelona"